# Cele Bezpieki w Warszawie
Cele Bezpieki – oddział Muzeum Powstania Warszawskiego znajdujący się w budynku Ministerstwa Sprawiedliwości przy Al. Ujazdowskich 11 w Warszawie, w piwnicach dawnej siedziby Ministerstwa Bezpieczeństwa Publicznego.

## Opis
W połączonych piwnicach kompleksu czterech budynków będących od 1945 roku siedzibą Ministerstwa Bezpieczeństwa Publicznego (obecnie jest to siedziba Ministerstwa Sprawiedliwości) w latach 1945–1954 funkcjonował areszt, w którym przetrzymywano i z którego doprowadzano osoby na przesłuchania odbywające się na wyższych kondygnacjach budynku. Wśród nich byli m.in. Zygmunt Augustyński, Władysław Bartoszewski, Wiesław Chrzanowski, August Emil Fieldorf i Jan Rodowicz.
W ramach przygotowań do stworzenia w tym miejscu stałej ekspozycji muzealnej zespół specjalistów Muzeum Powstania Warszawskiego przeprowadził badania konserwatorskie, zabezpieczając w sześciu celach kilkadziesiąt śladów pozostawionych przez więźniów. Przeprowadzono także zbiórkę pamiątek wśród powstańców i rodzin osób, które były ofiarami walki z reżimem komunistycznym.
Uroczystość otwarcia nowego oddziału muzeum odbyła się 1 marca 2018 roku z udziałem prezydenta Andrzeja Dudy. Ekspozycja zajmuje powierzchnię 600 m². Składa się z czterech części. Pierwsza przedstawia historię oporu przeciw aparatowi represji w latach 1944–1956, druga katów i ich ofiary oraz kolejne fazy represji (inwigilacja, aresztowanie, przesłuchanie, proces i wyrok), trzecia to zrekonstruowane cele aresztu, a czwarta poświęcona jest procesowi przywracania pamięci po 1989 roku.